# Рихард-Вагнер-Плац (станция метро)
«Рихард-Вагнер-Плац» (нем. Richard-Wagner-Platz) — станция Берлинского метрополитена в районе Шарлоттенбург. Расположена на линии U7 между станциями «Мирендорфплац» (нем. Mierendorfplatz) и «Бисмаркштрассе» (нем. Bismarckstraße), на одноимённой площади, названной в честь немецкого композитора Рихарда Вагнера.

## История

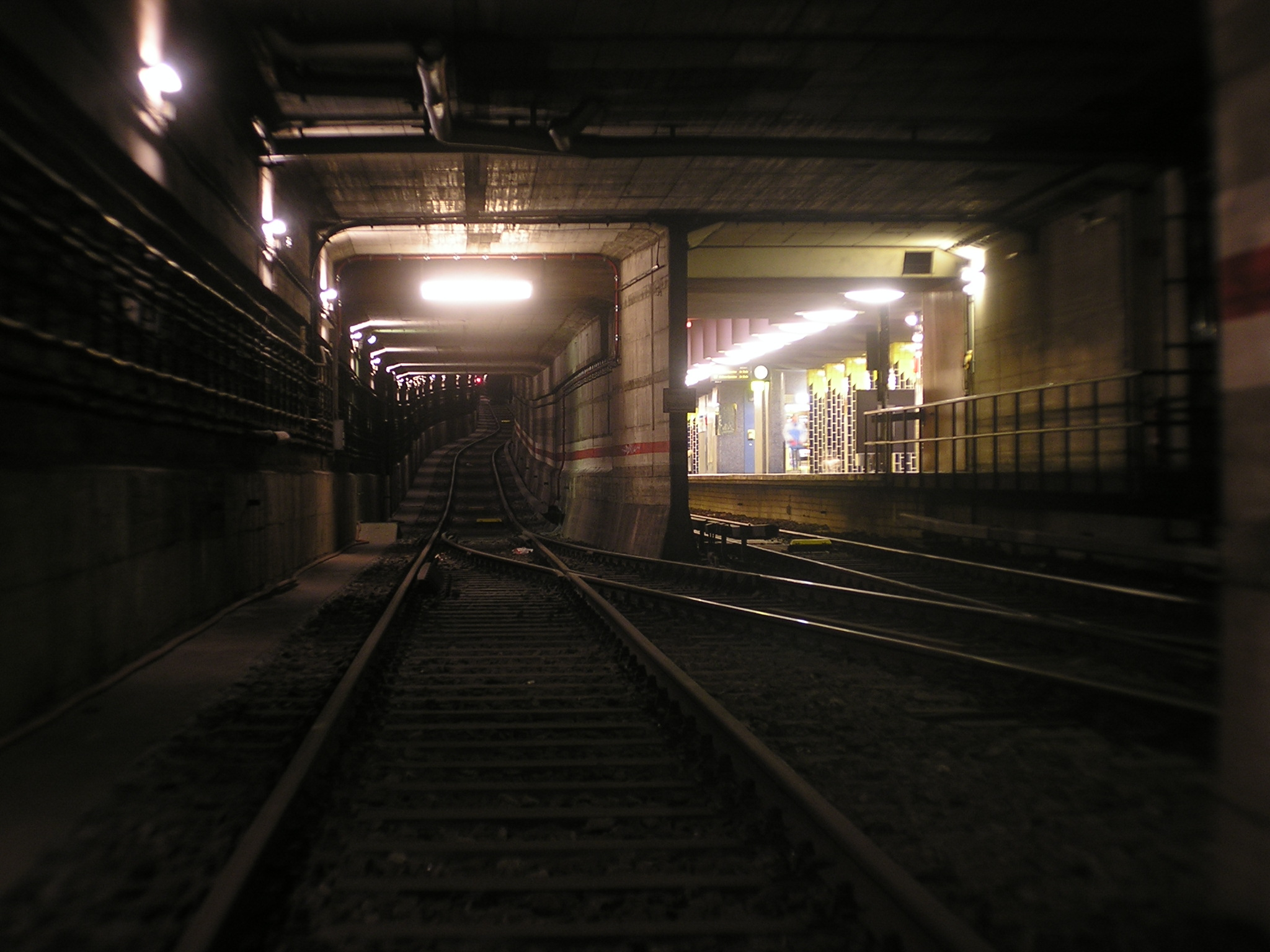
Служебная соединительная ветвь на линию U2

Первая станция на площади появилась 14 мая 1906 года. Она, как и площадь, называлась Вильхельмплац (нем. Wilhelmplatz), и была западной конечной нынешней линии U2. Станция была сооружена по проекту Альфреда Гренандера и располагала тремя путями. 1 февраля 1935 года станция была переименована в «Рихард-Вагнер-Плац», и вплоть до 2 мая 1970 года соединялась челночным движением с ближайшей станцией линии U2 «Дойче Опер» (нем. Deutsche Oper). Первый станционный зал был разобран в 1974 году, но туннель мелкого заложения сохранился до сих пор, и используется в качестве служебной соединительной ветви для перегонки составов. Часть старой станции используется как северный подземный вестибюль для новой станции, открытой 28 апреля 1978 года и существующей в настоящее время.

## Архитектура и оформление

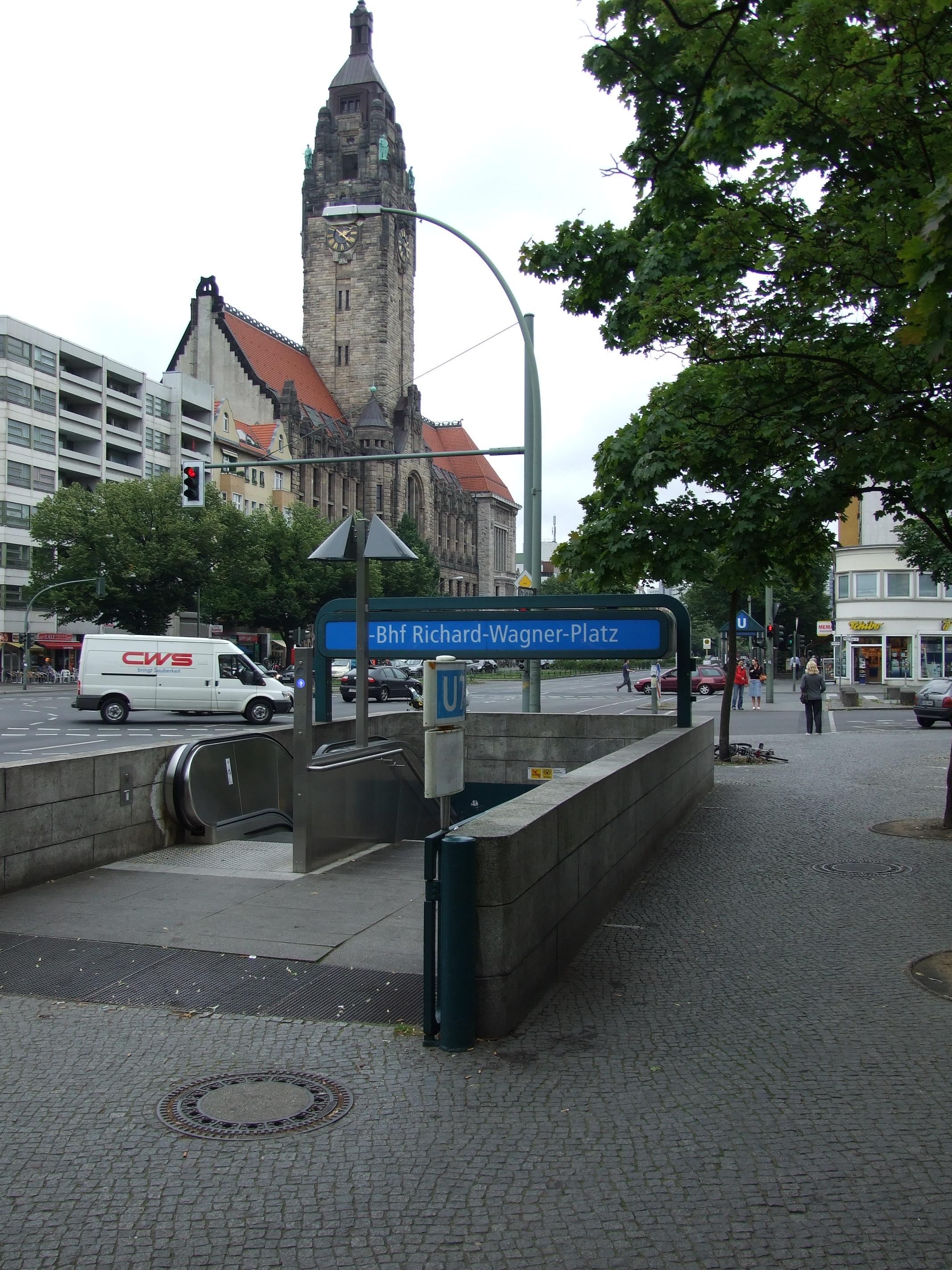
Вход на станцию

Колонная двухпролетная станция мелкого заложения. Архитектор — Райнер Г. Рюммлер. В северном вестибюле стены украшены мозаиками с героями опер Рихарда Вагнера. Мозаики византийского стиля датируются 1903 годом, и первоначально располагались в зале «Миннезенгер» (нем. Minnesängersaal) отеля Альт-Байерн на Потсдамской улице. Путевые стены и колонны отделаны чёрным и жёлтым кафелем. Потолок станции красного цвета.